# جیزامورای
جیزامورای (به ژاپنی: 地侍 Jizamurai) اربابان و صاحبان حوزه‌های روستایی کوچکتر در تاریخ ژاپن بودند.
یکی از دلایل اصلی افزایش تعداد دارندگان زمین‌های کوچکتر، کاهش عرف حق اولویت نخستین فرزند بود. در پایان دوره کاماکورا، وراثت در بین فرزندان پسر تقسیم شد. بدین ترتیب فرزندان پسر، هر یک دارای حق وراث شدند و در نتیجه قدرت اربابان کوچکتر شد.
تمامی این ارباب تحت تسلط شوگو (فرماندار)، شوگوها مدیرانی بودند که از طرف شوگون برای نظارت بر استان‌ها منصوب شده بودند.